# Allégorie des vanités du monde
Allégorie des vanités du monde est un tableau réalisé en 1663 par le peintre flamand Pieter Boel. Il est conservé au palais des Beaux-Arts de Lille. 

## Description
Dans un palais, ou une église, en ruines, des objets, symboles des arts (la musique, la sculpture, la peinture), de la gloire (sabre, arc et flèches, cuirasse), du pouvoir temporel (couronnes chrétienne ou musulmane) et spirituel (tiare et crosse), de la richesse (cuivre, argent et or, fourrure et étoffes précieuses), de la connaissance (globe et livres) sont entassés en une construction pyramidale. Ils sont surplombés par un crâne ironiquement couronné de laurier, discret, mais qui donne toute sa signification à l’œuvre. À droite, un cercle de fer, sans commencement ni fin, symbolise l’éternité. À l'arrière plan, un sarcophage porte l'inscription : « Vanitati S » (le sacrifice de la Vanité).

## Analyse
Les vanités de très grande dimension sont rares. L'œuvre de Boel, de 207,5 × 260 cm, permet de prendre du recul et de considérer l'accumulation d'objets plutôt que chacun d'entre eux. C'est elle qui, au-delà du symbole attaché à chaque élément de la composition, traduit l’inutilité et, finalement, la vanité, des biens de ce monde.